# 一德楼遗址
一德楼遗址，位于中国福建省漳浦县绥安镇马坑村，明嘉靖三十七年（1558年）建。内方外圆内通廊式三合土楼。主体建筑方形，面阔26米，进深27米，墙裙石砌，墙体用三合土板筑，残高11.4米。全楼原为三层共三十五间，中间为12米见方的天井。北向开门，门匾刻：“一德楼”三字及“嘉靖戊午年季冬吉立”纪年款。楼外建略呈圆形的围墙，墙外为护城河。1943年被日本飞机轰炸后废弃，现主楼墙体保存基本完好，外围墙仅存地基。2005年5月11日公布为第六批福建省文物保护单位。